# Hypnodendraceae
Hypnodendraceae là một họ rêu trong bộ Hypnodendrales.